# Виборчий округ 199
Виборчий округ 199 — виборчий округ в Черкаській області. В сучасному вигляді був утворений 28 квітня 2012 постановою ЦВК №82 (до цього моменту існувала інша система виборчих округів). Окружна виборча комісія цього округу розташовується в Жашківському районному будинку культури за адресою м. Жашків, вул. Соборна, 49.
До складу округу входять місто Багачеве, а також Жашківський, Звенигородський, Маньківський райони, частини Лисянського (окрім території на схід від смт Лисянка) і Тальнівського (місто Тальне та західна частина району) районів. Виборчий округ 199 межує з округом 92 на північному заході, з округом 92 на півночі, з округом 93 на північному сході, з округом 196 на сході, з округом 196 на південному сході, з округом 196 на півдні, з округом 200 на південному заході та з округом 200 на заході. Виборчий округ №199 складається з виборчих дільниць під номерами 710084-710135, 710137-710173, 710397-710402, 710405-710410, 710413-710419, 710422-710432, 710434-710466, 710548-710562, 710568, 710580, 710586, 710591-710592 та 710862-710875.

## Народні депутати від округу
| Ім'я                             | Фото | Партія         | Скликання | Дата набуття повноважень | Дата припинення повноважень |
| -------------------------------- | ---- | -------------- | --------- | ------------------------ | --------------------------- |
| Ничипоренко Валентин Миколайович |      | самовисуванець | 7-ме      | 12 грудня 2012           | 27 листопада 2014           |
| Ничипоренко Валентин Миколайович |      | самовисуванець | 8-ме      | 27 листопада 2014        | 29 серпня 2019              |
| Нагорняк Сергій Володимирович    |      | Слуга народу   | 9-те      | 29 серпня 2019           |                             |

## Результати виборів

### Парламентські

#### 2019
Кандидати-мажоритарники:
- Нагорняк Сергій Володимирович (Слуга народу)
- Ничипоренко Валентин Миколайович (самовисування)
- Заліщук Світлана Петрівна (самовисування)
- Пасісніченко Валентин Іванович (самовисування)
- Бойко Олег Леонідович (самовисування)
- Копійченко Володимир Петрович (Радикальна партія)
- Нечитайло Валерій Миколайович (самовисування)
- Зацарінний Олександр Іванович (Сила і честь)
- Оськін Олександр Васильович (Європейська Солідарність)
- Решетило Тетяна Михайлівна (Опозиційний блок)
- Різник Назар Олегович (самовисування)

#### 2014
Кандидати-мажоритарники:
- Ничипоренко Валентин Миколайович (самовисування)
- Фурман Василь Миколайович (Блок Петра Порошенка)
- Доманський Ігор Ростиславович (Народний фронт)
- Олійник Віталій Васильович (Батьківщина)
- Первак Назар Михайлович (самовисування)
- Тищенко Сергій Олександрович (Радикальна партія)
- Концева Лариса Борисівна (самовисування)
- Неділько Олексій Васильович (самовисування)
- Гречаний Борис Павлович (Комуністична партія України)
- Харламов Олександр Володимирович (Сильна Україна)
- Риженко Анатолій Володимирович (Опозиційний блок)
- Титаренко Олександр Вікторович (самовисування)

#### 2012
Кандидати-мажоритарники:
- Ничипоренко Валентин Миколайович (самовисування)
- Бондаренко Анатолій Васильович (Батьківщина)
- Терещук Сергій Миколайович (самовисування)
- Фурман Василь Миколайович (УДАР)
- Якібчук Мирослав Ілліч (самовисування)
- Єлізаров Павло Олександрович (самовисування)
- Гречаний Борис Павлович (Комуністична партія України)
- Нечипоренко Анатолій Олексійович (самовисування)
- Гвоздь Віктор Михайлович (Партія регіонів)
- Бабенко Руслан Володимирович (Радикальна партія)
- Рибченко Олександр Володимирович (самовисування)
- Ружин Зоя Володимирівна (самовисування)
- Доманський Ігор Ростиславович (самовисування)

## Явка
Явка виборців на окрузі: